# Droga B401 (Belgia)

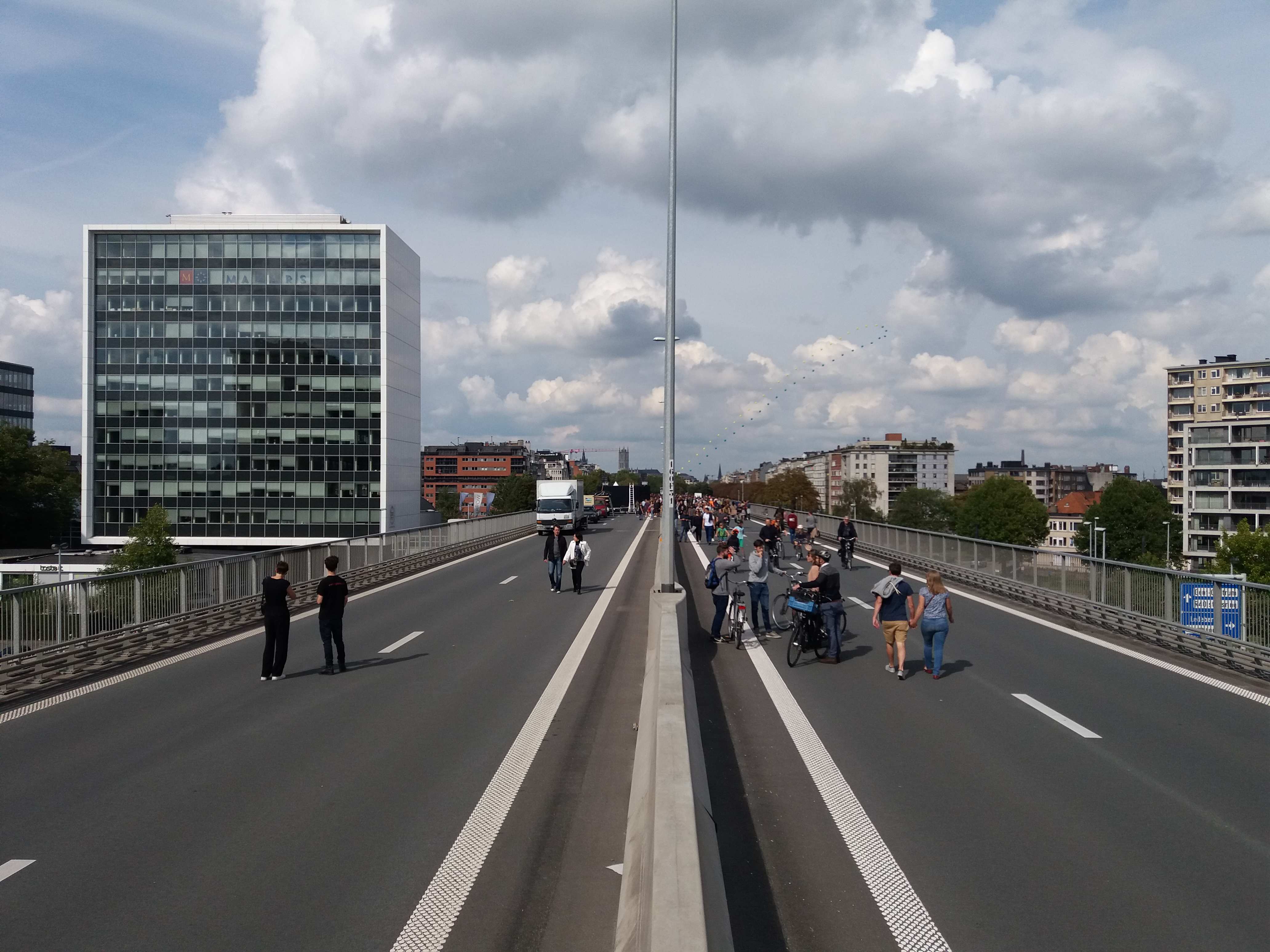
Estakada Zuidviaduct we wrześniu 2017 roku

Droga B401 (fr. bretelle B401) – łącznica o parametrach autostrady, stanowiąca łącznik pomiędzy okolicami parku Króla Alberta leżącego w centrum Gandawy, a autostradą A14 i trasą europejską E17. Długość trasy wynosi 3,1 km.
Arteria została oddana do użytku w październiku 1972 roku i służy głównie jako szybki dojazd z autostrady do obwodnicy śródmiejskiej – drogi R40. W 2014 roku wyremontowano wiadukty łącznic półwęzła Ledeberg.